# Woven Hand
Woven Hand er et amerikansk alternativt band fra Colorado, der oprindeligt var et soloprojekt af David Eugene Edwards, forsanger for det nu opløste 16 Horsepower, og blev startet i 2001. 

## Bandmedlemmer
- David Eugene Edwards: Vokal, banjo, concertina og guitar
- Pascal Humbert, bassist
- Ordy Garrison, trommeslager
- Peter van Laerhoven, guitarist[2]

Andre musikere har medvirket på turnéer gennem tiden. 

## Discografi
- Woven Hand (2002, Glitterhouse Records (D)/2003, Soundsfamilyre(USA))
- Blush Music (2002, Glitterhouse Records (D)/2003, Soundsfamilyre (USA))
- Blush (2003, Glitterhouse Records)
- Consider The Birds (2004, Glitterhouse Records (D)/Soundsfamilyre (USA))
- Mosaic (2006, Glitterhouse Records (D)/Soundsfamilyre(USA))
- Puur (2006, Glitterhouse Records (D))[1]

## Links
Officiel MySpace-side: 
http://www.myspace.com/wovenhand